# Miracle sur la 8e rue
Pour plus de détails, voir Fiche technique et Distribution.
Miracle sur la 8e rue ou Piles non comprises au Québec (Batteries Not Included, stylisé batteries not included) est une comédie de science-fiction américaine coécrite et réalisée par Matthew Robbins, sortie en 1987.

## Synopsis
Les habitants d'un vieil immeuble sont menacés d'expulsion par Lacey, un promoteur véreux qui souhaite raser le quartier pour y construire un complexe immobilier. Comme ils refusent de partir, celui-ci engage Carlos, un voyou, pour les déloger par la manière forte. Mais c'est sans compter sur l'aide inopinée d'étranges créatures mécaniques qui se nourrissent d'électricité, sont des bricoleurs hors pair, et se prennent d'amitié pour les habitants de la bâtisse.

## Fiche technique
- Titre original : Batteries Not Included
- Titre français : Miracle sur la 8e rue
- Titre québécois: Piles non comprises
- Réalisation : Matthew Robbins
- Scénario : Brad Bird, Brent Maddock, Matthew Robbins et S. S. Wilson, d'après l'histoire de Mick Garris
- Photographie : John McPherson (de)
- Montage : Cynthia Scheider
- Musique : James Horner
- Direction artistique : Ted Haworth
- Décors : Angelo P. Graham
- Costumes : Aggie Guerard Rodgers
- Producteur : Ronald L. Schwary ; Kathleen Kennedy, Frank Marshall et Steven Spielberg (producteurs délégués)
- Société de production : Amblin Entertainment
- Société de distribution : Universal Pictures
- Pays d'origine :  États-Unis
- Langue : Anglais américain
- Format : 1.85:1
- Genre : Comédie, Film de science-fiction
- Durée : 106 minutes
- Dates de sortie :
  - États-Unis : 18 décembre 1987

## Distribution
- Hume Cronyn (VF : Maurice Chevit) : Frank Riley
- Jessica Tandy (VF : Monique Mélinand) : Faye Riley
- Frank McRae : Harry Noble
- Elizabeth Peña (VF : Laurence Crouzet) : Marisa Esteval
- Michael Carmine (en) (VF : Vincent Violette) : Carlos
- Dennis Boutsikaris (VF : Thierry Ragueneau) : Mason Baylor
- Tom Aldredge (VF : Claude D'Yd) : Sid Hogenson
- Jane Hoffman : Muriel Hogenson
- John DiSanti (VF : Mostéfa Stiti) : Gus
- John Pankow (VF : Georges Caudron) : Kovacs
- MacIntyre Dixon : DeWitt
- Michael Greene (en) : Lacey
- Doris Belack : Mme Thompson
- Wendy Schaal (VF : Nathalie Regnier) : Pamela

## À noter
- Ce qui devait n'être à l'origine qu'un simple épisode de la série télévisée Histoires fantastiques est finalement devenu un film, le producteur exécutif Steven Spielberg ayant particulièrement apprécié cette histoire originale.
- Le titre original se traduit par Piles non incluses, mais le titre français retenu s'inspire de celui de Le Miracle de la 34e rue (Miracle on 34th Street) (1947), probablement pour insister sur le côté féerique de l'histoire.
- Deux ans plus tôt, Hume Cronyn et Jessica Tandy jouaient déjà dans Cocoon le rôle de deux personnes âgées aux prises avec des créatures pacifiques venues d'ailleurs, rôle qu'ils reprendront d'ailleurs l'année suivante dans Cocoon, le retour.
- Dans la scène finale devant l'immeuble, lorsque Frank dit à Faye que les créatures ne les ont pas abandonnés, on aperçoit l'acteur Luis Guzmán qui n'était alors que figurant.

## Récompenses et distinctions

### Récompenses
- Saturn Awards 1988 : Meilleure actrice pour Jessica Tandy
- Young Artist Awards 1989 : Meilleure comédie familiale

### Nominations
- Saturn Awards 1988 : Meilleur film fantastique